# Maison d'arrêt d'Auxerre
La maison d'arrêt d'Auxerre est une maison d'arrêt française située dans la commune d'Auxerre, dans le département de l'Yonne et dans la région de Bourgogne-Franche-Comté.
L'établissement dépend du ressort de la direction interrégionale des services pénitentiaires de Dijon. Au niveau judiciaire, l'établissement relève des tribunaux judiciaires d'Auxerre et de Sens et de la cour d'appel de Paris.

## Histoire
La construction de la maison d'arrêt débute en 1852, selon les plans de Jean Boivin, architecte départemental de l'Yonne, et suit un style typique de l'architecture carcéral de cette époque que l'on retrouve également dans l'architecture de la maison d'arrêt de Nevers.
La maison d'arrêt ouvre en 1857.
Entre 2017 et 2020, l'établissement bénéficie de travaux de rénovation mais les conditions d'incarcération restent inférieures aux standards des établissements modernes. En 2021, des travaux de rénovation de la porte d'entrée de l'établissement et d'agrandissement des ateliers débutent et doivent se poursuivre jusqu'en 2023.

## Description
Situé au 13 avenue Charles de Gaulle à Auxerre, la maison d'arrêt est l'un des deux établissements pénitentiaires du département. Elle dépend du ressort de la direction interrégionale des services pénitentiaires de Dijon et, au niveau judiciaire, relève des tribunaux judiciaires d'Auxerre et de Sens et de la cour d'appel de Paris.
L'établissement a une capacité d'accueil de 101 places exclusivement pour des détenus majeurs hommes prévenus ou condamnés à des peines de moins d'un an
La maison d'arrêt, située sur une emprise d'une superficie de 6 522 m2, a une forme d'une étoile à trois branches entourée d'un mur d'enceinte et gardée par un mirador qui donne sur le terrain de sport.
L'établissement est constitué d'un bâtiment administratif et d'une zone de détention composée par les trois branches du bâtiment principal et répartie entre un quartier « Maison d'arrêt Hommes » de 97 places et un quartier « Semi-liberté Hommes » de 4 places.
Au 1er février 2022, l'établissement accueillait 138 détenus, soit un taux d'occupation de 136.6%.

## Actions de réinsertion
En 2019, la direction interrégionale des services pénitentiaires de Dijon met en place une programme d'aménagement de peines destiné à permettre à des détenus de la maison d'arrêt d'Auxerre et du centre de détention de Joux-la-Ville de travailler en tant que vendangeur dans les vignes avoisinantes.

## Détenus notables
Jean-Pierre Treiber, accusé des assassinats de deux femmes, la comédienne Géraldine Giraud et l'assistante sociale et chanteuse Katia Lherbier, est écroué le 25 novembre 2004 dans l'établissement d'où il réussit à s'évader le 8 septembre 2009,.

## Événements notables

### Évasion de Jean-Pierre Treiber
Jean-Pierre Treiber s'évade le 8 septembre 2009 de la maison d'arrêt d'Auxerre où il est détenu, En profitant de son affectation dans l'atelier de l’établissement. Il s'est ainsi caché dans un carton qui est ensuite chargé dans un camion de livraison. Il est repris par le RAID à Melun au bout de 74 jours de cavale,.

### Autres événements notables
En 2011, une pétition est initiée par des riverains de l'établissement qui se plaignent de nuisances essentiellement sonores provenant de la maison d'arrêt.
En 2014, un surveillant pénitentiaire de l'établissement est condamné à une peine de trois ans de prison, dont deux avec sursis, pour trafic de drogue au sein de la maison d'arrêt.
En 2020, un autre surveillant est condamné à 6 mois de prison avec sursis pour violence sur un détenu.